# Muhammad Ferarri
Muhammad Ferarri (Yakarta, Indonesia; 21 de junio de 2003) es un futbolista de Indonesia que juega en las posiciones de defensa central y lateral derecho con el Bhayangkara Presisi de la Liga 1 de Indonesia desde el año 2025.

## Carrera

### Club
| Periodo   | Club                |
| --------- | ------------------- |
| 2021-2025 | Persija Jakarta     |
| 2025-     | Bhayangkara Presisi |

### Selección nacional
A nivel de selecciones menores Ferrari debutó el 30 de mayo de 2022 con Indonesia sub-20 ante Venezuela en el Torneo Maurice Revello de 2022 en Francia. El 10 de julio de 2022 Ferarri anotó su primer gol en la victoria por 5-1 sobre Myanmar sub-20 por el Campeonato Sub-19 de la AFF 2022.
El 18 de septiembre de 2022 Ferarri fue el capitán de la selección juvenil en la victoria por 3–2 por la Clasificación para la Copa Asiática Sub-20 de la AFC 2023 ante Vietnam U-20, donde anotó el autogol del empate 1-1 y el gol del empate 2-2. Indonesia terminó clasificando a la Copa Asiática Sub-20 de la AFC 2023. Su mayor logro a nivel menor fue la medalla de oro en los Juegos del Sudeste Asiático de 2023 donde venció en la final a Tailandia.
En septiembre de 2022 Ferarri fue convocado para jugar con Indonesia en un partido amistoso ante Curazao, pero fue el 27 de septiembre de 2022 que Ferrari debutó con la selección absoluta.
En noviembre de 2022 Ferarri fue convocado por Indonesia para el Campeonato de la AFF 2022. El 25 de noviembre de 2024 Ferarri fue convocado para jugar en el Campeonato de la ASEAN 2024, torneo en el que anotó sus dos primeros goles internacionales en el empate 3-3 ante Camboya en Surakarta, Indonesia.

## Logros

### Club
- Copa Menpora: 2021[7]

### Selección nacional
- Southeast Asian Games: 2023

### Individual
- Jugador del mes de la Liga 1: agosto de 2022